# مقايسة امتصاصية مناعية للإنزيم المرتبط
تقنية الإلايزا أو المُقايَسَةُ الامْتِصاصِيَّةُ المَناعِيَّةُ للإِنْزيمِ المُرْتَبِط أو مقايسة الممتز المناعي المرتبط بالإنزيم هي اختبار كيميائي حيوي يعتمد على استعمال الأجسام المضادة، والتغيير اللوني، في التعرف على وجود مادة-مستضد عادةً- في عينة ما. وتستخدم هذه التقنية بكثرة في المختبرات الطبية للتأكد من وجود مستضد مرضي أو جسم مضاد معين في دم المريض.

## الأنواع

### الإلايزا المباشر
سمي بالشطيري نسبة إلى الشطيرة (الساندويتش)، وذلك لأن في هذا النوع من الإلايزا يتم حضن المستضد المراد الكشف عنه بجسمين مضادين مضافان مخبرياً للعينة.
و يتم هذا الاختبار كتالي:
1. تحضر صفيحة معايرة دقيقة تحتوي على كمية معلومة القدر من جسم مضاد معروف.
2. تضاف العينة المراد الكشف إن كانت تحتوي على مستضد معين للصفيحة.
3. ترتبط المستضدات بالأجسام المضادة المعروف.
4. تضاف أجسام مضادة مرتبطة بإنزيم للصفيحة.
5. ترتبط الأجسام المضادة المرتبطة بالإنزيم بالمستضدات المرتبطة بالأجسام المضادة الأولى.
6. تضاف صبغة كيميائية خاصة عديمة اللون للصفيحة.
7. يحول الإنزيم المرتبط بالأجسام المضادة الثانية المادة الكيميائية إلى صبغة فلورية.
8. يحسب قدر تغير لون الصفيحة. كلما زادت شدة التغير إلى اللون الأخضر التفاحي، كلما تأكد وجود المستضدات في العينة المضافة.

### الإلايزا غير المباشر
في هذا النوع من الاختبار يتم الكشف عن وجود جسم مضاد في العينة المستخرجة من المريض، ويتم الإجراء كالتالي:
1. يتم إضافة مستضد معلوم إلى صفيحة معايرة دقيقة.
2. تضاف عينة المريض المشتبه باحتوائها على جسم مضاد ما للصفيحة.
3. ترتبط الأجسام المضادة في العينة بالمستضدات المعلومة الموجود في الصفيحة.
4. يضاف جسم مضاد مرتبط بإنزيم إلى صفيحة المعايرة الدقيقة.
5. يرتبط الجسم المضاد المرتبط بالإنزيم بالجسم المضاد المستخرج من المريض والمرتبط بالمستضد.
6. تضاف صبغة كيميائية خاصة عديمة اللون للصفيحة.
7. يحول الإنزيم المرتبط بالجسم المضاد الثاني المادة الكيميائية إلى صبغة فلورية.
8. يحسب قدر تغير لون الصفيحة. كلما زادت شدة التغير إلى اللون الأخضر التفاحي، كلما تأكد وجود الجسم المضاد في العينة المضافة.